# Chhawala
Chhawala es una ciudad censal situada en el distrito de Delhi sudoeste,  en el territorio de la capital nacional,  Delhi (India). Su población es de 14662 habitantes (2011). 

## Demografía
Según el censo de 2011 la población de Chhawala era de 14662 habitantes, de los cuales 8584 eran hombres y 6078 eran mujeres. Chhawala tiene una tasa media de alfabetización del 90,64%, superior a la media estatal del 86,21%: la alfabetización masculina es del 95,94%, y la alfabetización femenina del 83,17%.